# 那木道尔德成林寺
那木道尔德成林寺（羅馬化：Namdoldechenlin khiid），位于蒙古国乌兰巴托，是一座藏传佛教宁玛派寺院。

## 简介
该寺位于巴彦浩舒（Bayankhoshuu），此处地处乌兰巴托松根海尔汗区，那木道尔德成林寺的布尔汗齐喇嘛（burkhanch lam）是G. Pürevbaatar。
那木道尔德成林寺是一座藏传佛教宁玛派（红教）寺院。1937年之后，蒙古国一直未念诵过红教经文。2007年6月，在乌兰巴托举行了念诵红教经文的活动，这是蒙古国自1937年以来首次念诵这种经文。噶玛噶举乌尔金佩伦莱林寺堪布喇嘛达巴桑布·泰班赛汗（属于噶玛噶举派）以及一位来自乌兰巴托甘丹寺的喇嘛（属于格鲁派）也参与了此次念诵活动。